# Hallocinetus levigatus
Hallocinetus levigatus är en stekelart som beskrevs av Viktorov 1962. Hallocinetus levigatus ingår i släktet Hallocinetus och familjen brokparasitsteklar. Inga underarter finns listade i Catalogue of Life.